# Triphoroidea
Super-famille
Synonymes
- Cerithiopsoidea[1]
- Cerithiopsoidea[2]

Les Triphoroidea sont une super-famille de mollusques prosobranches de la classe des gastéropodes, à la position taxinomique encore peu claire.

## Liste des familles
Selon World Register of Marine Species (10 décembre 2018) :
- famille Berendinellidae Guzhov, 2005 †
- famille Cerithiopsidae H. Adams & A. Adams, 1853
- famille Newtoniellidae Korobkov, 1955
- famille Triphoridae Gray, 1847

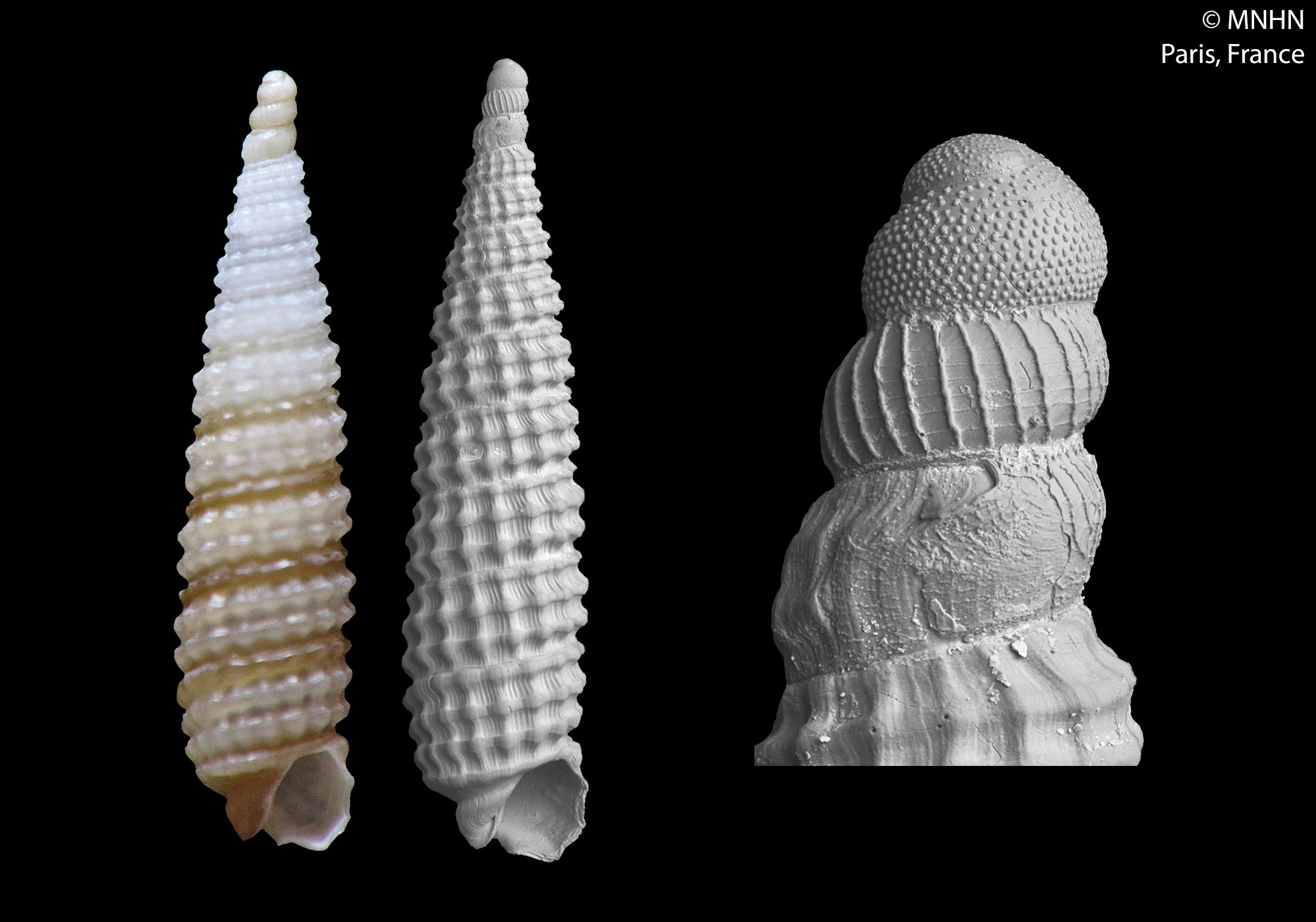
Prolixodens whaaporum (Cerithiopsidae)
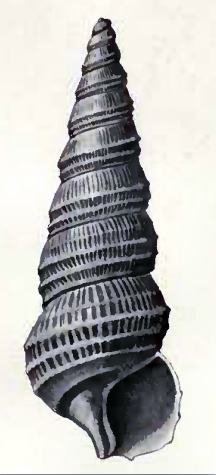
Cerithiella austrina (Newtoniellidae)
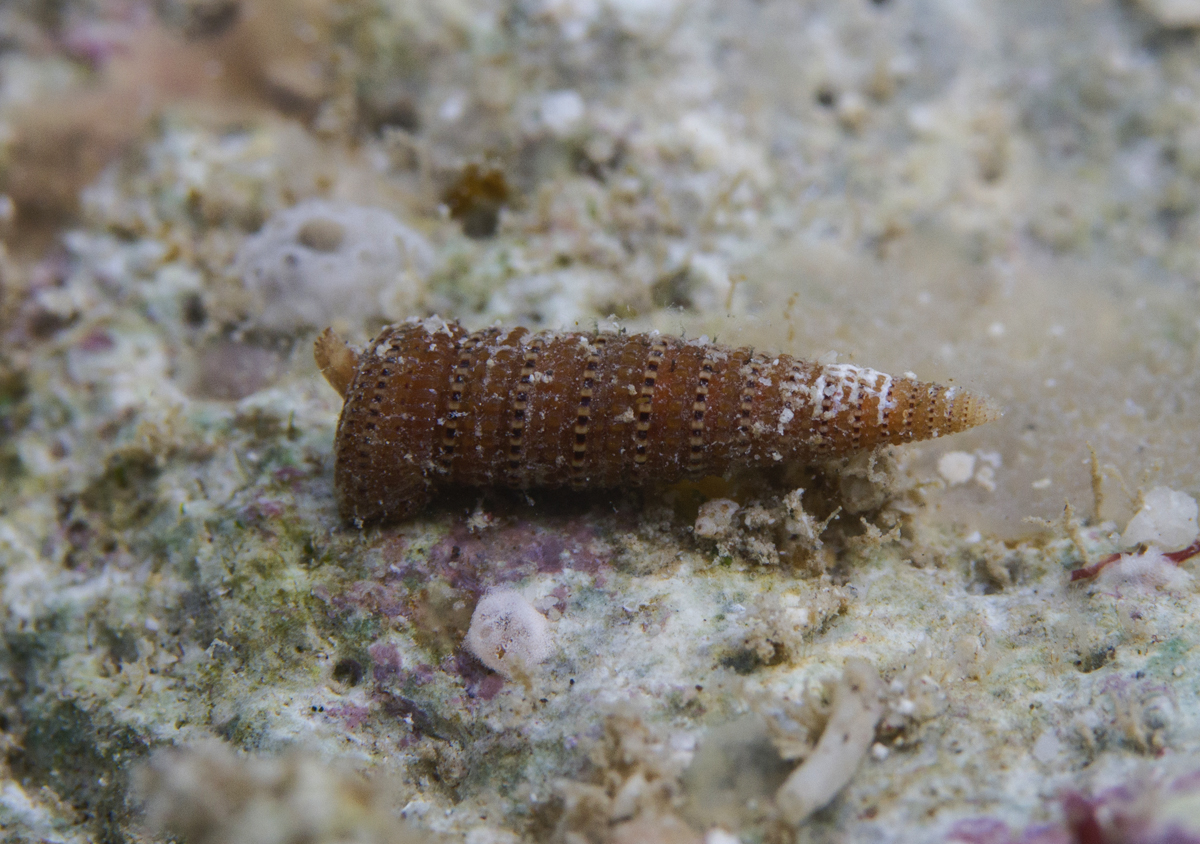
Triphora taeniolata (Triphoridae)